# Leyes intolerables

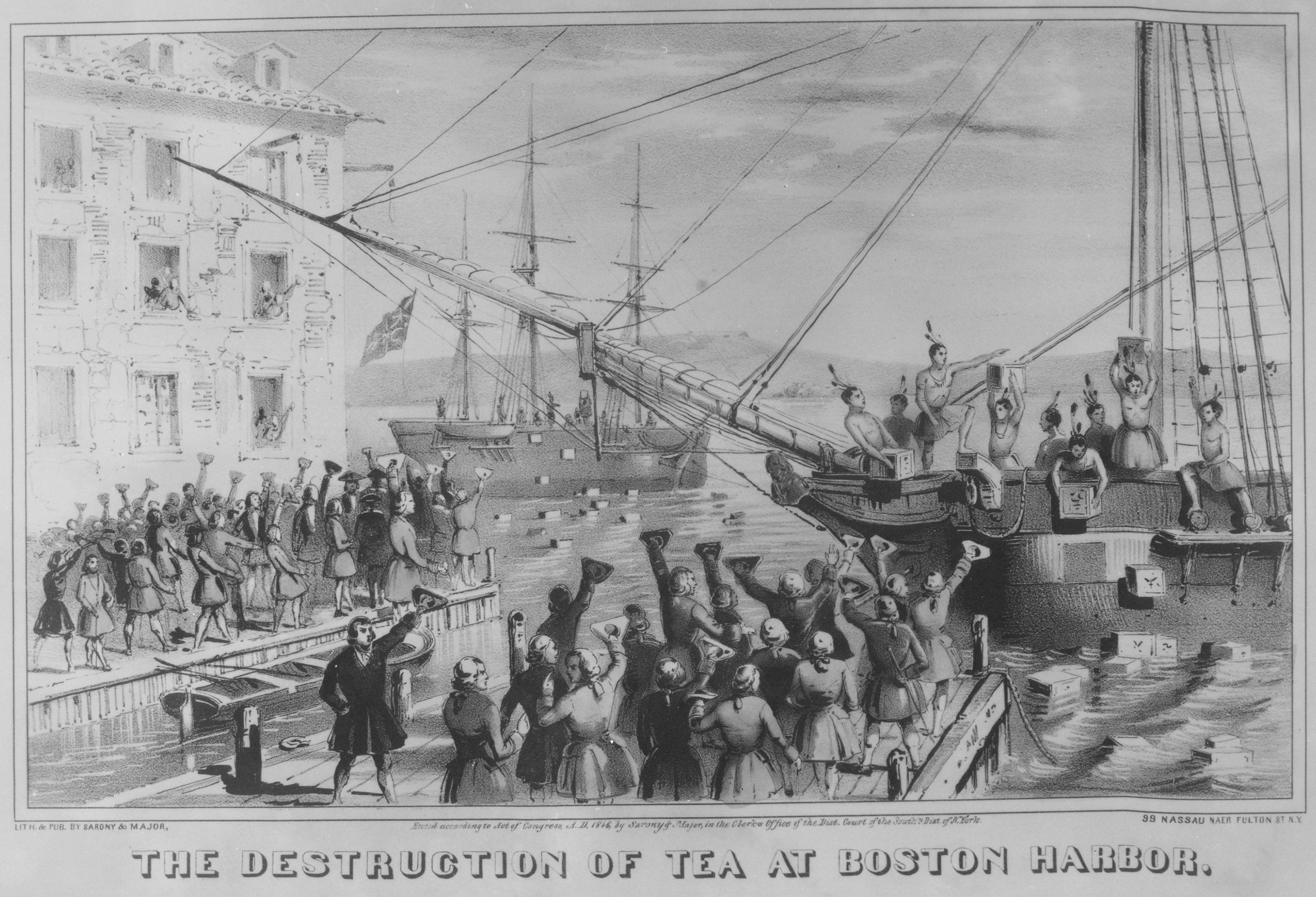
El Motín del té en Boston fue una de las razones por la cual se impusieron las Leyes Intolerables.

Las leyes intolerables (en inglés: Intolerable Acts) era el nombre que recibían las leyes emitidas en 1774 por el Parlamento británico debido al continuo descontento en las Trece Colonias Americanas, particularmente en Boston luego de incidentes turbulentos como el Motín del té. Los británicos también las llamaban Coercive Acts (Leyes coercitivas) o Punitive Acts (Leyes punitivas). Estas actas aceleraron los procesos que culminaron en la Guerra de Independencia de los Estados Unidos y la formación del Primer Congreso Continental.

## Leyes
Las distintas leyes incluían:
- Ley del Puerto de Boston
- Ley de Administración de la Justicia
- Ley de Gobierno de Massachusetts
- Ley del Acuartelamiento
- Ley Tories

## Ley de Quebec
La Ley de Quebec también fue emitida por el parlamento, pero no se consideraba como una de las Actas Intolerables. Los Whigs americanos, sin embargo, reaccionaron en contra de la Ley de Quebec y la calificaron como un Ley Intolerable. Entre sus quejas se encontraba que el acta proveía seguridad a los territorios ocupados por los indios y a los católicos en Ohio. Esto se vio como un intento de evitar la expansión hacia el oeste y como un medio para reforzar a una iglesia a la cual los puritanos de América se oponían.

## Consecuencias
Las leyes tuvieron distintas consecuencias. La Ley de Gobierno de Massachusetts deshizo el gobierno representativo y asimismo decretaba que los puestos políticos en el gobierno colonial eran elegidos por Gran Bretaña. El Acta de Administración de Justicia autorizaba al Gobernador de Massachusetts el derecho de transferir cualquier juicio a Gran Bretaña y autorizó acciones coactivas para dar testigos al caso. La Ley del Puerto de Boston cerró el Puerto de Boston hasta que se pagara por los daños por el Motín del té, aunque jamás se hizo. La Ley del Acuartelamiento manifestaba que las tropas británicas no sólo debían hospedarse en edificios comerciales y vacíos, sino que también en casas particulares.
También fueron un factor determinante para la convocatoria del Primer Congreso Continental y la Declaración de Derechos y Quejas. El Congreso Continental rechazó a las Actas Intolerables al crear la Asociación Continental. El objetivo era boicotear a los bienes británicos y si eso fallaba en forzar al Parlamento para que quitara las actas impositivas, entonces se dejaría de exportar hacia Gran Bretaña. 
El 19 de abril de 1775, la tensión incrementó lo que provocó la batalla de Lexington, llegando a la Guerra Revolucionaria Estadounidense.